# 668527 Christophgerhard
668527 Christophgerhard è un asteroide della fascia principale. Scoperto nel 2012, presenta un'orbita caratterizzata da un semiasse maggiore pari a 3,034597 UA e da un'eccentricità di 0,056701, inclinata di 9,805797° rispetto all'eclittica.